# Gihan Ibrahim
Gihan Ibrahim (arabisch جيهان إبراهيم, DMG Ǧīhān Ibrāhīm), auch bekannt als Gigi, ist eine ägyptisch-amerikanische Bürgerjournalistin, Aktivistin und Bloggerin. Während der ägyptischen Revolution im Jahr 2011 berichtete sie über die Proteste und wurde für weite Teile der westlichen Medien zu einem Gesicht der Ereignisse.

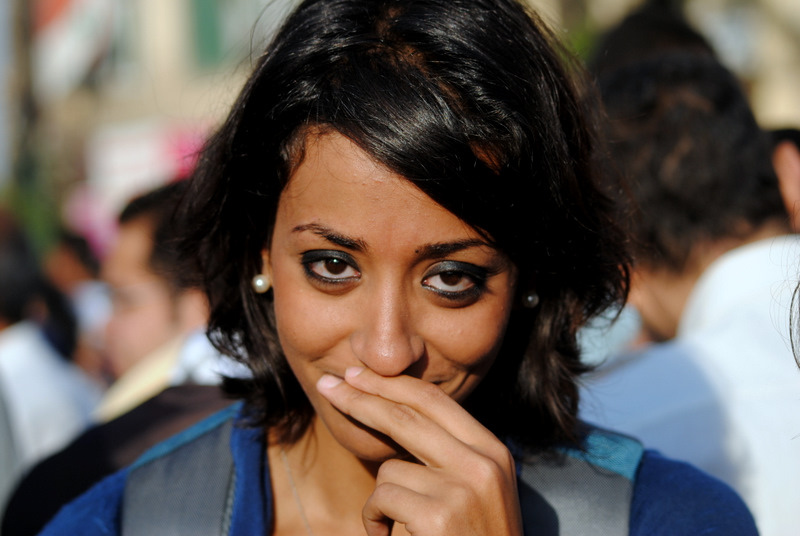
Gigi Ibrahim

## Leben
Ibrahim wurde 1986 oder 1987 in Long Beach, Kalifornien, als Kind ägyptischer Eltern geboren. Als sie ein Jahr alt war, zog die Familie zurück nach Ägypten. Nach dem Tod ihrer Mutter kehrte sie 2001 mit ihrem Vater und ihrer Schwester nach Kalifornien zurück. Sie war damals 14 Jahre alt und wurde in eine örtliche katholische Schule eingeschult.
Während Ibrahims zweiter Schulwoche ereigneten sich die Anschläge vom 11. September. Am nächsten Tag durchsuchten FBI-Agenten das Haus der Ibrahims und erklärten, ein Nachbar habe einen Hinweis gegeben, weil Ibrahims Onkel manchmal nachts auf Arabisch telefonierte und kürzlich ein Umzugswagen vor ihrem Haus geparkt hatte. Als einzige Muslimin in ihrer Klasse wurde Ibrahim außerdem gebeten, an ihrer Schule einen Vortrag über den Islam zu halten, obwohl ihre Familie nicht sehr religiös war. Durch diese Erfahrung wurde Ibrahim klar, dass ihr Leben anders sein würde, weil sie Muslimin und Ägypterin war.
In den folgenden Jahren interessierte sich Ibrahim zunehmend für Politik. Sie engagierte sich in einer Gruppe, die sich für die Rechte illegaler Einwanderer in den USA einsetzte, als Reaktion auf die ihrer Ansicht nach diskriminierende Durchsetzung des Einwanderungsgesetzes durch die örtliche Polizei. Darüber hinaus engagierte sie sich pro-palästinensisch. Allerdings war sie damals weitgehend unwissend über die politischen Ereignisse in Ägypten und besuchte das Land nur selten.
Ibrahim machte 2005 ihren Abschluss an der Cornelia Connelly High School in Anaheim und besuchte anschließend das Orange Coast College. Im Alter von 22 Jahren wechselte sie 2008 an die Amerikanische Universität in Kairo, wo sie sich in der ägyptischen Lokalpolitik engagierte und 2009 und 2010 an Protesten teilnahm. Während dieser Zeit engagierte sie sich bei den Revolutionären Sozialisten Ägyptens, deren Mitglied sie heute noch ist. 2010 schloss sie ihr Studium der Politikwissenschaft ab.

### Beteiligung an den Ägyptischen Bürgerprotesten

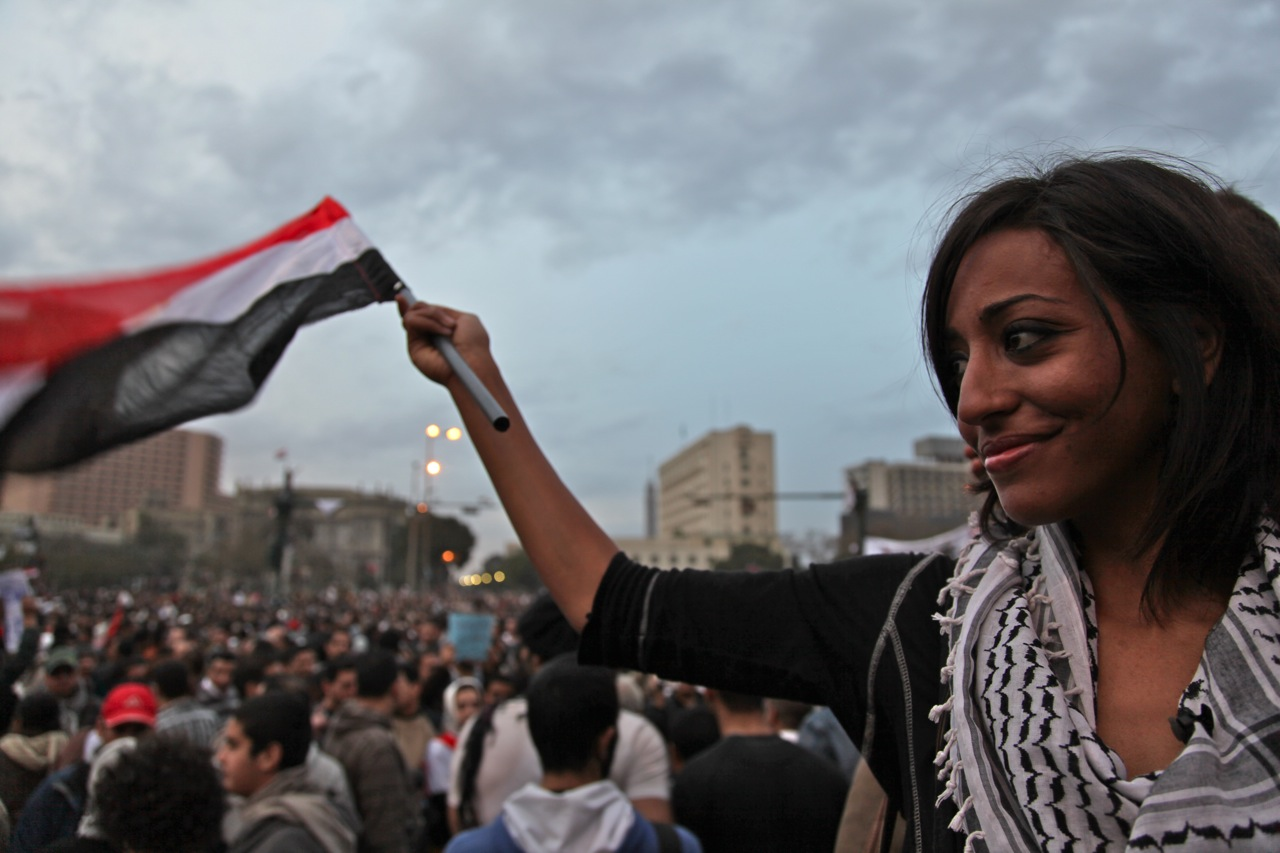
Ibrahim bei einer Protestkundgebung im Februar 2011

Ibrahim engagierte sich als Organisatorin in der ägyptischen Revolution von 2011 und betrieb darüber hinaus Bürgerjournalismus,  indem sie soziale Medien wie Twitter nutzte, während sie an Protesten teilnahm.
Zusammen mit anderen ägyptischen Jugendlichen spielten sie eine führende Rolle bei der Organisation der Ereignisse vom 25. Januar 2011. Ihre Tweets halfen Menschenrechtsgruppen auch dabei, Verhaftungen und staatliche Gewalt zu dokumentieren.